# August Sørensen
August Emanuel Sørensen (Helsingør, 15 november 1896 - Frederiksberg, 1 maart 1979) was een Deens atleet. Hij nam deel aan de Olympische Zomerspelen van 1920.

## Belangrijkste resultaten

### Olympische Zomerspelen
| Jaar | Plaats    | Discipline | Onderdeel             | Resultaten                                                                                      |
| ---- | --------- | ---------- | --------------------- | ----------------------------------------------------------------------------------------------- |
| 1920 | Antwerpen | Atletiek   | 100 m (m)             | eerste ronde: 2e (reeks 2) kwartfinales: 4e (reeks 2)                                           |
| 1920 | Antwerpen | Atletiek   | 200 m (m)             | eerste ronde: 2e (reeks 6) kwartfinales: 4e (reeks 1)                                           |
| 1920 | Antwerpen | Atletiek   | 400 m (m)             | DNS                                                                                             |
| 1920 | Antwerpen | Atletiek   | 4x100 m estafette (m) | eerste ronde: 2e (reeks 3) finale: 5esamen met: Henri Thorsen Fritiof Andersen Marinus Sørensen |

### Persoonlijke records
| Onderdeel | Tijd    | Jaar |
| --------- | ------- | ---- |
| 100 m     | 10,9 s. | 1918 |